# Quentin Dupieux
Quentin Dupieux (París, 14 de abril de 1974), también conocido por su seudónimo Mr. Oizo, es un director de cine, músico y disc-jockey francés.
En su carrera cinematográfica, Dupieux ha dirigido numerosas películas tanto en Francia como en Estados Unidos, entre las cuales cabe destacar títulos como Rubber (2010), La chaqueta de piel de ciervo (2019), Mandíbulas (2020) y Fumar provoca tos (2022). La mayor parte de su filmografía son comedias surrealistas con elementos de metanarrativa, que le han llevado a confirmar un universo propio y a ser definido como un autor de culto.
En su trayectoria dentro de la música electrónica, desarrollada bajo el seudónimo Mr. Oizo, ha destacado como una figura relevante del french house en los años 1990. Descubierto por el productor Laurent Garnier, su mayor éxito fue la canción Flat Beat (1999), utilizada en un anuncio de Levi's junto a su mascota Flat Eric y que llegó a ser número 1 en Reino Unido. Desde entonces Mr. Oizo ha publicado seis álbumes, así como bandas sonoras, remezclas y producciones para otros artistas.

## Biografía
Interesado desde joven por el cine, cuando tenía 18 años comenzó a grabar sus primeros cortometrajes. Al mismo tiempo, se adentró en la música al darse cuenta de que no podía vender sus películas si no tenía los derechos sobre las canciones, así que se compró un sintetizador analógico y empezó a componer sus propias bandas sonoras.
En 1997 fue descubierto por el productor Laurent Garnier, quien conocía al padre de Quentin por ser un cliente habitual del taller mecánico que regentaba. Después de ver sus cortometrajes, Garnier le pidió que dirigiese un videoclip para su canción Flashback. Al poco Quentin firmó un contrató con FCom, el sello discográfico de Garnier, e inició su trayectoria dentro de la música electrónica. El artista mantuvo su nombre para acreditar la dirección de videoclips, anuncios y cortometrajes.
En el plano personal, mantiene desde hace tiempo una relación con Joan Le Boru, directora artística de la mayoría de sus películas.

## Carrera musical

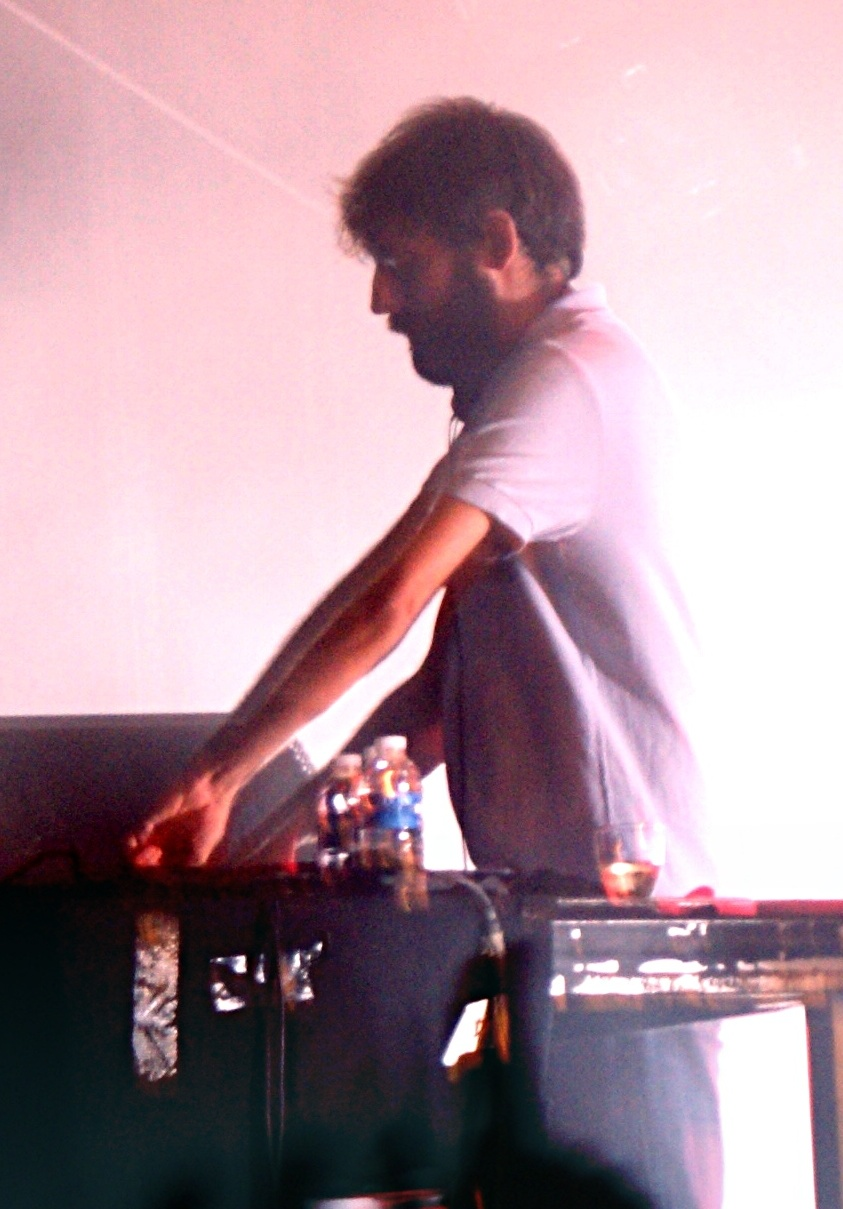
Actuación de Mr. Oizo en Aulnoye-Aymeries (2009)

Mr. Oizo inició su carrera musical como DJ en la sala Rex Club de París, y como compositor de bandas sonoras y canciones. Su primer EP, #1, salió a la venta en 1997. El seudónimo Mr. Oizo hace referencia a la palabra francesa oiseau, pájaro.
En enero de 1999 publicó Flat Beat, un sencillo de electrónica hecho íntegramente con un sintetizador. El tema fue incluido como banda sonora de un anuncio de Levi's, también dirigido por Dupieux, que estaba basado en uno de sus primeros videoclips:una marioneta amarilla, Flat Eric, movía la cabeza al ritmo de la canción. Flat Beat fue un éxito comercial en Europa y llegó al número 1 en las listas de Reino Unido. Este sencillo sirvió como adelanto del primer álbum de Mr. Oizo, Analog Worms Attack.
Aunque no lanzó más trabajos durante un tiempo para centrarse en el cine, regresó en 2004 con el EP Stunt y un año más tarde publicó un segundo álbum, Moustache (Half a Scissor), con un marcado sonido experimental que fue criticado por su propia discográfica. FCom dejó de existir en 2006 y Mr. Oizo firmó con Ed Banger Records, donde ha publicado toda su obra posterior: Lambs Anger (2008), Stade 2 (2011), The Church (2014) y All Wet (2016). Además, ha sido productor para otros artistas del sello como Uffie.

## Carrera cinematográfica
Quentin Dupieux dio sus primeros pasos como director de cortometrajes y videoclips, entre ellos los de su proyecto musical Mr. Oizo. En 2001 estrenó el mediometraje Nonfilm, protagonizado por dos figuras de la música electrónica: Vincent Belorgey —más conocido como Kavinsky— y Sébastien Tellier. Esta obra se financió íntegramente con los beneficios obtenidos por las ventas de Flat Beat.
En junio de 2007 estrenó su primera película, Steak, una coproducción franco-canadiense protagonizada por Eric Judor y Ramzy Bedia y para la que contó con la colaboración de Tellier y SebastiAn. A pesar de cosechar buenas críticas por su humor surrealista, Steak fue un fracaso en taquilla y Dupieux lo achacó a una promoción errónea por parte de la distribuidora, Studiocanal.
El éxito internacional le llegó en 2010 con Rubber, una comedia negra rodada en Estados Unidos y en la que un neumático con poderes telequinéticos desencadena una masacre. El rodaje tuvo un presupuesto limitado a 500.000 dólares, y la banda sonora fue obra de Mr. Oizo y Gaspard Augé, miembro de Justice. Esta película tuvo buena acogida en el circuito de festivales de cine y cosechó buenas críticas por su homenaje al cine B y por su humor experimental. Además, Dupieux recibió dos premios en el Festival de Sitges de 2010: el Méliès de plata a la mejor película europea, y el de mejor director revelación.
Dupieux rodó varias películas más en Estados Unidos: Wrong (2012), Wrong Cops (2013) y Réalité (2014), la primera en la que la banda sonora corrió a cargo de otra persona, Philip Glass.
Después de Reality, regresó a Francia y compaginó su carrera musical con la dirección de comedias surrealistas. Tras haber sacado Bajo arresto (2018) y La chaqueta de piel de ciervo (2019), volvió a tener éxito internacional con Mandíbulas, estrenada en mayo de 2021 y donde dos amigos encuentran una mosca gigante a la que deciden entrenar para ganar dinero. Mandíbulas formó parte de la selección oficial del Festival Internacional de Cine de Venecia de 2020 y sus actores protagonistas, Grégoire Ludig y David Marsais, fueron premiados en el Festival de Sitges.
En 2022 estrenó dos películas: Increíble pero cierto y Fumar provoca tos, ambas protagonizadas por Alain Chabat y Anaïs Demoustier. Repitió la misma fórmula en 2023 con los lanzamientos de Yannick, ambientada en una obra de teatro, y Daaaaaalí!¡, definida por el propio autor como una «película biográfica falsa» sobre Salvador Dalí, cuyo estreno en salas está previsto para 2024.

## Estilo e influencias

### Música
El estilo de Mr. Oizo ha sido descrito como una mezcla ecléctica de música electrónica con sonidos del hip-hop, el funk y el breakbeat, que sentó las bases del french house a finales de los años 1990. En sus primeros trabajos utilizaba sintetizadores analógicos, y más tarde los cambió por ordenadores. Se ha encargado de la propia banda sonora de sus películas hasta el estreno de Réalité (2014).
Buena parte de su sonido proviene de la experimentación y del ensayo y error: en ocasiones ha definido que sus canciones están basadas en «el deseo de detener la pista».

### Cine
Las películas de Dupieux han sido definidas como «atrevidas», de humor absurdo y surrealistas por naturaleza, y habitualmente ha sido comparado con otros directores como Charlie Kaufman y Luis Buñuel. En sus entrevistas, Dupieux hace referencia al papel que juegan los sueños y pesadillas en su filmografía.
En su obra es común el uso de metanarrativa. Un ejemplo de ello es Rubber, donde hay un grupo de espectadores que observan la situación como si estuviesen presenciando el rodaje de una película. La metanarración también está presente en Réalité, en Bajo arresto y especialmente en Yannick, donde la interrupción de una función teatral por parte del protagonista plantea un debate sobre la relación entre obra y espectador.

## Discografía
| Álbumes de estudio - 1999: Analog Worms Attack - 2005: Moustache (Half a Scissor) - 2008: Lambs Anger - 2011: Stade 2 - 2014: The Church - 2016: All Wet Sencillos - 1997: #1 - 1998: M Seq - 1999: Flat Beat - 2000: Last Night a DJ Killed My Dog - 2004: Stunt - 2008: Positif - 2020: Pharmacist | EPs - 2006: Nazis - 2007: Transsexual - 2009: Pourriture - 2010: Rubber - 2012: Stade 3 - 2012: Unreleased Unfinished Unpleasant, 2004 - 2012 - 2013: Amicalement - 2015: Hand In The Fire - 2019: Rythme Plat |

## Filmografía
- Nonfilm (2002)
- Steak (2007)
- Rubber (2010)
- Wrong (2012)
- Wrong Cops (2013)
- Realité (2014)
- ¡Bajo arresto! (2018)
- La chaqueta de piel de ciervo (2019)
- Mandíbulas (2020)
- Increíble pero cierto (2022)
- Fumer fait tousser (2022)
- Yannick (2023)
- Daaaaaalí!¡ (2024)